# Flabellia
Genre
Synonymes
- Flabellaria J.V. Lamouroux, 1813, nom. illeg.

Flabellia est un genre d’algues vertes de la famille des Udoteaceae.

## Liste d'espèces
Selon AlgaeBase (5 février 2019) et World Register of Marine Species (5 février 2019) :
- Flabellia petiolata (Turra) Nizamuddin

Selon BioLib (5 février 2019) :
- Flabellia minima (Ernst) Nizamuddin
- Flabellia petiolata (Turra) Nizamuddin

## Synonymie
Selon AlgaeBase (5 février 2019) et World Register of Marine Species (5 février 2019) :
- Flabellia minima (Ernst) Nizamuddin = Flabellia petiolata (Turra) Nizamuddin